# Calyptranthes simulata
Calyptranthes simulata är en myrtenväxtart som beskrevs av Mcvaugh. Calyptranthes simulata ingår i släktet Calyptranthes och familjen myrtenväxter. IUCN kategoriserar arten globalt som nära hotad. Inga underarter finns listade i Catalogue of Life.